# Atrypanius implexus
Atrypanius implexus là một loài bọ cánh cứng trong họ Cerambycidae.